# Dampiera dentata
Dampiera dentata är en tvåhjärtbladig växtart som beskrevs av M.T.M.Rajput. Dampiera dentata ingår i släktet Dampiera, och familjen Goodeniaceae. Inga underarter finns listade i Catalogue of Life.